# Cubelo (Lugo)
Cubelo (llamada oficialmente San Xoán de Covelo) es una parroquia y una aldea española del municipio de Palas de Rey, en la provincia de Lugo, Galicia.

## Otras denominaciones
La parroquia también es conocida por los nombres de San Xoán de Cubelo y San Xoán de Cuvelo.

## Organización territorial
La parroquia está formada por doce entidades de población, constando diez de ellas en el nomenclátor del Instituto Nacional de Estadística español:

### Entidades de población
Entidades de población que forman parte de la parroquia:
- Cubelo (Covelo)
- Eirexe
- Gandarela
- Mouromorto
- Osís
- Outeiro (O Outeiro)
- Pallota (A Pallota)
- Ribado
- Roxedoiro (O Roxedoiro)
- Santín
- Seixiños

### Despoblado
Despoblado que forma parte de la parroquia:
- A Rampa (A Rampla de Covelo)

## Demografía

### Parroquia
| Gráfica de evolución demográfica de Cubelo (parroquia) entre 2000 y 2020 |
|                                                                          |
| Datos según el nomenclátor publicado por el INE.                         |

### Aldea
| Gráfica de evolución demográfica de Cubelo (aldea) entre 2000 y 2020 |
|                                                                      |
| Datos según el nomenclátor publicado por el INE.                     |